# Sidi Alioum
Sidi Alioum (17 juli 1982) is een Kameroens voetbalscheidsrechter. Sinds 2008 leidt hij internationale wedstrijden voor de wereldvoetbalbond FIFA. Alioum wordt doorgaans "Néant Alioum" genoemd, hetgeen onjuist is: "néant" betekent "niets" in het Frans, gebruikt om aan te geven dat de voornaam van de arbiter onbekend is. Zijn werkelijke voornaam is Sidi.

## Carrière
Alioum begon zijn carrière als professioneel arbiter met aansluiting bij de Kameroense voetbalbond (FCF), waarna hij regelmatig werd aangesteld als scheidsrechter bij wedstrijden in de Première Division. Hij was tot op heden actief in twee internationale toernooien voor clubs. In augustus 2011 maakte hij zijn debuut in de CAF Champions League in een wedstrijd tussen Espérance Sportive de Tunis en Wydad Casablanca (0–0, vier gele kaarten). Op 5 augustus 2012 moest hij het duel tussen Espérance en Étoile Sportive du Sahel in de groepsfase van het toernooi in de 69e minuut staken door wangedrag van de supporters, waarbij stenen, vuurwerk en andere voorwerpen op het veld werden gegooid en supporters probeerden het veld te betreden. Étoile Sportive werd uitgesloten van verdere deelname aan de Champions League dat seizoen. Alioum floot in de zomer van 2013 twee wedstrijden, beide in de groepsfase, op het wereldkampioenschap voetbal voor spelers onder de leeftijd van 20 jaar. In december 2013 was hij viermaal vierde official bij het wereldkampioenschap voetbal voor clubs, waaronder in de halve finale waarin de uiteindelijke kampioen Bayern München het Chinese Guangzhou Evergrande met 0–3 versloeg. Bakary Gassama, ook door de FIFA geselecteerd voor het wereldkampioenschap voetbal 2014 als vertegenwoordiger van Afrika, was bij dit duel de hoofdscheidsrechter.
Sidi Alioum maakte zijn debuut als scheidsrechter in het A-interlandvoetbal op 21 januari 2012 in het Equatoriaal-Guinese Bata, waar hij het duel om de Afrika Cup leidde tussen Senegal en de Zambia. In maart 2013 noemde de FIFA hem een van de vijftig potentiële scheidsrechters voor het Wereldkampioenschap voetbal 2014 in Brazilië. Op 15 januari 2014 maakte de wereldvoetbalbond bekend dat hij als reserve op het toernooi aanwezig zou zijn. De Senegalees Djibril Camara was daarbij zijn assistent. Op het WK was Alioum vijfmaal vierde official. In december 2015 werd Alioum opgenomen in de arbitrale selectie voor het wereldkampioenschap voetbal voor clubs 2015 in Japan. Hij was de jongste van in totaal zeven scheidsrechters.

## Interlands
| Datum             | Plaats                       | Wedstrijd                         | Uitslag | Competitie                   | Kreeg geel | Kreeg voor de tweede keer geel en dus rood | Weggestuurd |
| ----------------- | ---------------------------- | --------------------------------- | ------- | ---------------------------- | ---------- | ------------------------------------------ | ----------- |
| 21 januari 2012   | Bata, Equatoriaal-Guinea     | Senegal – Zambia                  | 1 – 2   | Afrika Cup                   | 2          | 0                                          | 0           |
| 5 februari 2012   | Franceville, Gabon           | Ghana – Tunesië                   | 2 – 1   | Afrika Cup                   | 3          | 0                                          | 1           |
| 2 juni 2012       | Bakau, Gambia                | Gambia – Marokko                  | 1 – 1   | Kwalificatie WK 2014         | 2          | 0                                          | 0           |
| 10 juni 2012      | Conakry, Guinee              | Guinee – Egypte                   | 2 – 3   | Kwalificatie WK 2014         | 3          | 0                                          | 1           |
| 22 januari 2013   | Rustenburg, Zuid-Afrika      | Ivoorkust – Togo                  | 2 – 1   | Afrika Cup                   | 4          | 0                                          | 0           |
| 29 januari 2013   | Nelspruit, Zuid-Afrika       | Zambia – Burkina Faso             | 0 – 0   | Afrika Cup                   | 3          | 0                                          | 0           |
| 2 februari 2013   | Durban, Zuid-Afrika          | Zuid-Afrika – Mali                | 1 – 3   | Afrika Cup                   | 7          | 0                                          | 0           |
| 23 maart 2013     | Conakry, Guinee              | Senegal – Angola                  | 1 – 1   | Kwalificatie WK 2014         | 5          | 0                                          | 0           |
| 9 juni 2013       | Porto-Novo, Benin            | Benin – Algerije                  | 1 – 3   | Kwalificatie WK 2014         | 3          | 1                                          | 0           |
| 10 september 2013 | Kaduna, Nigeria              | Nigeria – Burkina Faso            | 4 – 1   | Vriendschappelijk            | 4          | 0                                          | 0           |
| 13 oktober 2013   | Addis Abeba, Ethiopië        | Ethiopië – Nigeria                | 1 – 2   | Kwalificatie WK 2014         | 5          | 0                                          | 0           |
| 5 maart 2014      | Blida, Algerije              | Algerije – Slovenië               | 2 – 0   | Vriendschappelijk            | 3          | 0                                          | 0           |
| 10 september 2014 | Blida, Algerije              | Algerije – Mali                   | 1 – 0   | Kwalificatie Afrika Cup 2015 | 2          | 1                                          | 0           |
| 15 oktober 2014   | Abuja, Nigeria               | Nigeria – Soedan                  | 3 – 1   | Kwalificatie Afrika Cup 2015 | 0          | 0                                          | 0           |
| 21 januari 2015   | Bata, Equatoriaal-Guinea     | Equatoriaal-Guinea – Burkina Faso | 0 – 0   | Afrika Cup                   | 2          | 0                                          | 0           |
| 26 januari 2015   | Ebebiyín, Equatoriaal-Guinea | Kaapverdië – Zambia               | 0 – 0   | Afrika Cup                   | 3          | 0                                          | 0           |
| 4 februari 2015   | Bata, Equatoriaal-Guinea     | Congo-Kinshasa – Ivoorkust        | 1 – 3   | Afrika Cup                   | 6          | 0                                          | 0           |
| 17 november 2015  | Blida, Algerije              | Algerije – Tanzania               | 7 – 0   | Kwalificatie WK 2018         | 10         | 1                                          | 0           |
| 13 november 2016  | Conakry, Guinee              | Guinee – Congo-Kinshasa           | 1 – 2   | Kwalificatie WK 2018         | 1          | 0                                          | 0           |
| 15 januari 2017   | Franceville, Gabon           | Tunesië – Senegal                 | 0 – 2   | Afrika Cup                   | 3          | 0                                          | 0           |

Bijgewerkt op 16 januari 2017.